# Liste des agglomérations transfrontalières
Une agglomération transfrontalière est une unité urbaine transfrontalière, autrement dit un ensemble de communes formant un tissu urbain pratiquement continu de part et d'autre d'une (ou plusieurs) frontière(s) entre pays ou États.

## Europe
| Principales communes de l'agglomération                                                                                  | Pays concernés                 | Population totale | Superficie totale | Densité de la population | Nombre de communes |
| --- | ------------------------------ | ----------------- | ----------------- | ------------------------ | ------------------ |
| Lille - Roubaix - Tourcoing - Mouscron - Courtrai - Roulers - Ath - Tielt - Ypres (Eurométropole Lille-Kortrijk-Tournai) | France - Belgique              | 2 100 000 hab.    | 3 552 km2         | 591 hab./km2             | 152                |
| Strasbourg - Kehl (Eurodistrict Strasbourg-Ortenau)                                                                      | France - Allemagne             | 1 006 000 hab.    | 2 433 km2         | 384 hab./km2             | 112                |
| Genève - Annemasse - Nyon - Ferney-Voltaire (Grand Genève)                                                               | Suisse - France                | 1 000 000 hab.    | 2 000 km2         | 500 hab./km2             | 209                |
| Bâle - Lörrach - Weil am Rhein - Saint-Louis (Eurodistrict trinational de Bâle)                                          | Suisse - France - Allemagne    | 830 000 hab.      | 1 989 km2         | 453 hab./km2             | 208                |
| Sarrebruck - Forbach (Eurodistrict SaarMoselle)                                                                          | France - Allemagne             | 670 000 hab.      | 1 460 km2         | 459 hab./km2             | 128                |
| Algésiras - San Roque - La Línea de la Conception - Gibraltar                                                            | Espagne - Royaume-Uni          | 270 586 hab.      |                   |                          | 4                  |
| Roussé - Giurgiu | Bulgarie - Roumanie            | 250 000 hab.      |                   |                          |                    |
| Longwy - Aubange - Pétange - Mont-Saint-Martin - Differdange                                                             | France - Belgique - Luxembourg | 149 610 hab.      | 370 km2           | 405 hab./km2             | 25                 |
| Maubeuge - Hautmont - Aulnoye-Aymeries - Jeumont - Erquelinnes                                                           | France - Belgique              | 130 000 hab.      |                   |                          |                    |
| Constance - Kreuzlingen                                                                                                  | Allemagne - Suisse             | 110 000 hab.      |                   |                          |                    |
| La Chaux-de-Fonds - Le Locle - Les Brenets - Morteau - Villers-le-Lac - Les Fins                                         | Suisse - France                | 80 000 hab.       |                   |                          |                    |
| Gorizia - Nova Gorica | Italie - Slovénie              |                   |                   |                          |                    |
| Görlitz - Zgorzelec | Allemagne - Pologne            |                   |                   |                          |                    |
| Hendaye - Irun - Fontarrabie                                                                                             | France - Espagne               |                   |                   |                          |                    |
| Nice - Monaco - Menton - Vintimille                                                                                      | France - Italie - Monaco       |                   |                   |                          |                    |

## Amériques
| Principales communes de l'agglomération | Pays concernés            | Population totale |
| --------------------------------------- | ------------------------- | ----------------- |
| Détroit - Windsor                       | États-Unis - Canada       |                   |
| Niagara Falls - Niagara Falls           | États-Unis - Canada       | 138 000 hab.      |
| International Falls - Fort Frances      | États-Unis - Canada       | 15 000 hab.       |
| San Diego - Tijuana                     | États-Unis - Mexique      |                   |
| Calexico - Mexicali                     | États-Unis - Mexique      |                   |
| San Luis - San Luis Río Colorado        | États-Unis - Mexique      |                   |
| Lukeville - Sonoita                     | États-Unis - Mexique      |                   |
| Sasabe - El Sasabe                      | États-Unis - Mexique      |                   |
| Nogales - Nogales                       | États-Unis - Mexique      |                   |
| Naco - Naco                             | États-Unis - Mexique      |                   |
| Douglas - Agua Prieta                   | États-Unis - Mexique      |                   |
| El Paso - Ciudad Juárez                 | États-Unis - Mexique      |                   |
| Presidio - Ojinaga                      | États-Unis - Mexique      |                   |
| Del Rio - Ciudad Acuña                  | États-Unis - Mexique      |                   |
| Eagle Pass - Piedras Negras             | États-Unis - Mexique      |                   |
| Laredo - Nuevo Laredo                   | États-Unis - Mexique      |                   |
| Rio Grande City - Camargo               | États-Unis - Mexique      |                   |
| Hidalgo - Reynosa                       | États-Unis - Mexique      |                   |
| Brownsville - Matamoros                 | États-Unis - Mexique      |                   |
| Saint-Laurent-du-Maroni - Albina        | France - Suriname         |                   |
| Saint-Georges (Guyane) - Oiapoque       | France - Brésil           |                   |
| Léticia - Tabatinga - Santa Rosa        | Colombie - Brésil - Pérou | 85 000 hab.       |

## Asie
| Principales communes de l'agglomération | Pays concernés               | Population totale |
| --------------------------------------- | ---------------------------- | ----------------- |
| Dandong - Sinuiju                       | Chine - Corée du Nord        |                   |
| Heihe - Blagovechtchensk                | Chine - Fédération de Russie | 500 000 hab.      |

## Afrique
| Principales communes de l'agglomération | Pays concernés                                               | Population totale       |
| --------------------------------------- | ------------------------------------------------------------ | ----------------------- |
| Kinshasa - Brazzaville                  | République démocratique du Congo - République du Congo       | 10 millions d'habitants |
| Zongo - Bangui                          | République démocratique du Congo - République centrafricaine |                         |
| Bukavu - Cyangugu                       | République démocratique du Congo - Rwanda                    |                         |
| Goma - Gisenyi                          | République démocratique du Congo - Rwanda                    |                         |
| N'Djaména - Kousséri                    | Tchad - Cameroun                                             | 1 080 000 hab.          |
| Lomé - Aflao                            | Togo - Ghana                                                 | 1 100 000 habitants     |